# Саския ван Ойленбург
Саския ван Ойленбург (родена 2 август 1612 – починала 14 юни 1642) е жена на художника Рембранд. През живота си тя е негов модел на едни от най-известните му картини.
Астероидът (461) Саския е наречен в нейна чест от откривателя си Макс Волф.
Ударният кратер Саския на планетата Венера е също наречен на нейно име.

## Живот
Саския е родена в Леуварден, Фризия (провинция), като най-малко дете от осем деца в семейството на един от видните граждани на града, бюргермайстор, адвокат и учен. След като още малка загубва майка си и баща си на 21 години заминава за Амстердам при свои роднини, където се запознава с Рембранд. На 22 юни 1634 година те се венчават. През 1639 година те купуват къща, където се преместват да живеят. Това е къща музей. Три от децата им умират скоро след раждането си. Синът им Титус е кръстен на 22 септември 1641, но не доживява 30 години.
През следващата година Саския умира на 30 години (вероятно от туберкулоза).

## Значение за творчеството на Рембранд
Саския е постоянно вдъхновение за Рембранд. Най-често той я рисува в различни костюми и роли, като например в картината Саския като Флора. Много известна е и картината известна като „Блудния син в таверната“ или „Автопортрет със Саския на колене“, намираща се в Художествената галерия на старите майстори в Дрезден, на която Рембранд рисува себе си като блудния син, а Саския като куртизанка. Картината на Саския с червена шапка намираща се в Касел, Рембранд започва да рисува още в началото на техния съвместен живот, но след смъртта на жена си я преработва, като по този начин превръща картината в спомен за нея.
Особена съдба има и картината Даная намираща се в Ермитажа. Рембранд започва да я рисува две години след женитбата си със Саския и я пази за себе си. Необяснима за специалистите е разликата спрямо други картини със Саския. След вандалски акт на психично болен, картината е полуунищожена и се налага много продължителна и тежка реставрация. При това се установява, че картината е преработвана след смъртта на Саския и на лицето са придадени черти на жената, с която живее по това време Рембранд: Гирти Диркс.